# Crucero de Algés

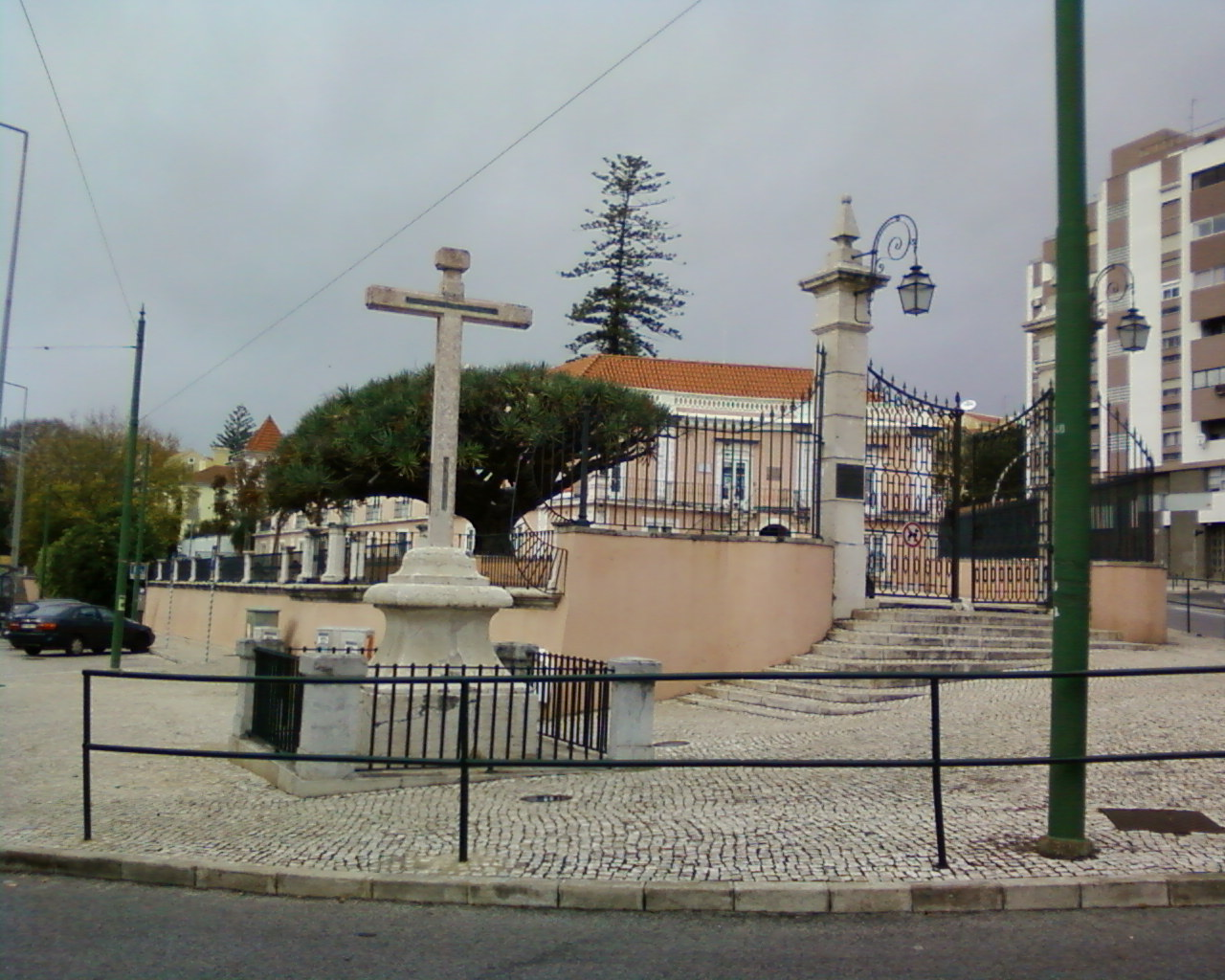
Crucero de Algés, con el Palacio Ribamar al fondo

El Crucero de Algés, situado junto al Palacio Ribamar (en el cruce entre las calles João Chagas y Alameda Hermano Patrone), fue construido en 1605 durante el dominio español, y se diferencia de los cruceros más próximos de Cruz Quebrada - Dafundo y Linda-a-Pastora por ser de mayor dimensión y de un estilo más refinado.
En el siglo XIX fue destruido por un temporal, partiéndose en varios trozos. El Conde de Cabral ordenó su reparación, que fue hecha con arañas de bronce, que todavía hoy son visibles.
En su pedestal se lee la inscripción en latín: «He aquí la Cruz del Señor. Hace huir a las malas gentes. Venció el león de la tribu de Judá y la raíz de David. Aleluya! Aleluya!».